# 趙光 (正德進士)
趙光（1488年—？），字仲熙，河南開封府許州臨潁縣人，民籍，明朝政治人物。

## 生平
正德十一年（1516年）丙子科河南鄉試第十五名舉人，十二年（1517年）中式丁丑科會試第一百七名，三甲第一百五十七名進士。大理寺觀政，擢南京四川道御史，曾彈劾南京兵部尚書廖紀，後稱病歸里。嘉靖四年（1525年）八月病愈，復除南京四川道御史，五年（1526年）八月出為江西按察司僉事，六年（1527年）十一月被革職閑住。

## 家族
曾祖趙深；祖父趙榮，壽官；父趙珍，教授。前母焦氏；母沈氏；繼母張氏。具慶下。兄趙元，弟趙允。